# Rodolfo Grieco
Rodolfo Grieco, noto anche con lo pseudonimo di Rudy Brown, Una Tantum. (Napoli, 1938), è un compositore, arrangiatore, editore (Doc Studio), discografico  e scrittore di metodi musicali italiano di musica leggera.

## Biografia
Attivo nei primi anni sessanta come cantante-chitarrista in locali notturni della penisola con il suo complesso, diviene in seguito cantautore e raggiunge il successo con brani come Ora tocca a te, scritta con Franco Califano (poi interpretata da Edoardo Vianello su arrangiamento di Ennio Morricone) e Come passano i giorni, scritta insieme a Don Backy. Si dedica poi, a partire dalla fine degli anni sessanta, alla composizione per altri interpreti come Bruno Martino (sua  la musica di Baciami per domani, firmata anche dallo stesso Martino), Ornella Vanoni (Quando arrivi tu, testo di Herbert Pagani e Califano), Gene Pitney (Non tornare più , unico brano italiano in 5/4), Rosanna Fratello (Vacanze), all'arrangiamento (collaborando con oltre 90 artisti tra cui Mina, Santino Rocchetti, Nicola Di Bari, Dori Ghezzi, Drupi, Eduardo De Crescenzo, Alberto Lupo, Fred Bongusto, Sandro Giacobbe, Gene Pitney, Santo di Santo e Johnny - Memo Remigi, Milly Carlucci), alla composizione di colonne sonore per cinema (L'assistente sociale tutto pepe... con Nadia Cassini) e televisione (Un amore eterno, Primo amore) e alla produzione (Celeste Johnson e altri). Ha partecipato come arrangiatore a 4 Festival di Sanremo.
È stato anche direttore artistico per breve periodo della casa discografica Miura, etichetta attiva dal 1968 al 1971.
A partire dalla metà degli anni novanta affianca all'attività di musicista e produttore quella di autore, con lo pseudonimo di Rudy Brown, ed editore di metodi didattici.

## Discografia parziale

### Singoli
- 1964: La calda estate/Come passano i giorni (Galleria del Corso, GC 109; inciso come Rodolfo Grieco e il suo complesso)
- 1965: Appoggiami la testa sulle spalle/Il permesso di baciare (Bluebell, BB 03137)
- 1965: Che cosa darei/Ora tocca a te (Bluebell, BB 03146)
- 1967: Coraggio amore mio/Il mondo cambia (Bluebell, BB 03173)
- 1968: Prima d'incontrare te/Non fossi stato io (Ariston Records, AR 0273)
- 1969: Nel giro di una notte/All'orizzonte (Ariston Records, AR 0322)
- 1981: Salvami/Gocce di luna (Carosello, CI 20504)